# Jun Feng
Jun Feng, född 1965 i Shanghai, är en kinesisk författare som lever i exil i Danmark.

## Biografi
Jun Feng föddes 1965 i Shanghai. Han studerade matematik och skrev för undergroundtidskrifter i hemlandet innan han blev tvungen att fly. Han sökte till en början fristad som buddhistmunk, innan han flydde vidare till Thailand och Laos. Till sist fick han asyl i Danmark, där han lärde sig danska genom att översätta en bok om Søren Kierkegaard. Några år senare tog han magisterexamen i filosofi vid Syddansk universitet. Han har redigerat några nätbaserade litteraturtidskrifter och varit engagerad i kinesiska PEN.

## Författarskap
Jun Feng har sagt att han vill skriva om Kina så som Günter Grass skrev om Östtyskland. "Jag vill ge en bild av hur Coca-Colakulturen flyter in i landet samtidigt som mänskliga rättigheter hålls utanför. Hur diktaturen fusionerar med kapitalismen och hur människorna uppfattar sitt liv i detta."
År 2003 tilldelades han Tucholskypriset av Svenska PEN.